# Гидрофосфит натрия
Гидрофосфи́т на́трия — неорганическое соединение,
кислая соль натрия и фосфористой кислоты с формулой NaH2PO3,
бесцветные кристаллы,
растворяется в воде,
образует кристаллогидраты.

## Получение
- Нейтрализация фосфористой кислоты стехиометрическими количествами едкого натра:

{\displaystyle {\mathsf {NaOH+H_{2}PHO_{3}\ {\xrightarrow {}}\ NaH_{2}PO_{3}+H_{2}O}}}

## Физические свойства
Гидрофосфит натрия образует бесцветные кристаллы
Растворяется в воде.
Образует кристаллогидрат состава NaH2PO3·2,5H2O, который плавится при 42 °C и теряет воду при 100 °C.